# John Dryden
John Dryden (1631 - 1700) va ser un escriptor anglès del segle xvii.
Va ser un poeta, crític literari, traductor i dramaturg anglès que el 1668 va ser nomenat primer poeta laureat d'Anglaterra.
Se'l considera que va dominar la vida literària de l'Anglaterra de la Restauració fins a tal punt que el període va arribar a ser conegut en els cercles literaris com l'Edat de Dryden. L'escriptor romàntic Walter Scott el va anomenar Glorious John.

## Primers anys
Dryden va néixer a la rectoria del poble d’Aldwincle prop de Thrapston a Northamptonshire, on el seu avi matern era el rector de Tots els Sants. Va ser el més gran de catorze fills nascuts d'Erasmus Dryden i de la seva esposa Mary Pickering, net patern de Sir Erasmus Dryden, primer baró (1553–1632), i de la dona Frances Wilkes, nobles terratinents puritans que van donar suport a la causa i al Parlament puritans. Va ser cosí segon de Jonathan Swift. Quan era nen, Dryden va viure al poble proper de Titchmarsh, on és probable que rebés la seva primera educació. El 1644 va ser enviat a l'escola de Westminster com a erudit del rei, on el seu director era el Dr. Richard Busby, un professor carismàtic i disciplinari sever. Després d'haver estat refundada per Elisabet I, Westminster durant aquest període va adoptar un esperit religiós i polític molt diferent que fomentava el reialisme i l'alt anglicanisme. Sigui quina fos la resposta de Dryden a això, va respectar clarament el director i més tard enviaria dos dels seus fills a l'escola de Westminster.
Com a escola pública humanista, Westminster va mantenir un currículum que formava els alumnes en l'art de la retòrica i la presentació d'arguments per a ambdues parts d'un tema determinat. Aquesta és una habilitat que romandria amb Dryden i influiria en la seva escriptura i pensament posteriors, ja que gran part mostra aquests patrons dialèctics. El currículum de Westminster incloïa tasques setmanals de traducció que desenvolupaven la capacitat d'assimilació de Dryden. Això també s'exposaria en les seves obres posteriors. Els seus anys a Westminster no van ser tranquils, i el seu primer poema publicat, una elegia amb un fort sentiment reialista sobre la mort del seu company d'escola Henry, Lord Hastings de la verola, al·ludeix a l'execució del rei Carles I, que va tenir lloc el 30 de gener de 1649, molt a prop de l'escola on el doctor Busby havia resat primer pel rei i després va tancar els seus escolars per evitar que assistíssin a l'espectacle.
El 1650 Dryden va pujar al Trinity College de Cambridge. Aquí hauria experimentat un retorn a l'ethos religiós i polític de la seva infància: el Mestre de la Trinitat era un predicador purità amb el nom de Thomas Hill que havia estat rector al poble natal de Dryden. Tot i que hi ha poca informació específica sobre els anys de pregrau de Dryden, segurament hauria seguit el currículum estàndard de clàssics, retòrica i matemàtiques. El 1654 va obtenir el seu BA, graduant-se al capdavant de la llista de Trinity aquell any. El juny del mateix any va morir el pare de Dryden, deixant-li unes terres que generaven pocs ingressos, però no suficients per viure.
Tornant a Londres durant el Protectorat, Dryden va obtenir treball amb el secretari d'Estat d’Oliver Cromwell, John Thurloe. Aquest nomenament podria haver estat el resultat de la influència exercida en el seu nom pel seu cosí Lord Chamberlain, Sir Gilbert Pickering. Al funeral de Cromwell el 23 de novembre de 1658 Dryden va processar amb els poetes puritans John Milton i Andrew Marvell. Poc després va publicar el seu primer poema important, Heroic Stanzas (1659), un elogi sobre la mort de Cromwell que és prudent i prudent en la seva exhibició emocional. El 1660 Dryden va celebrar la Restauració de la monarquia i el retorn de Carles II amb Astraea Redux, un autèntic panegíric reialista. En aquesta obra, l’Interregne s'il·lustra com un temps de caos, i Carles és vist com el restaurador de la pau i l'ordre.

## Vida i carrera posteriors
Després de la Restauració, a mesura que Dryden es va establir ràpidament com el poeta i crític literari més destacat del seu temps, va transferir les seves lleialtats al nou govern. Juntament amb Astraea Redux, Dryden va donar la benvinguda al nou règim amb dos panegírics més: To His Sacred Majesty: A Panegyric on his Coronation (1662) i To My Lord Chancellor (1662). Aquests poemes suggereixen que Dryden buscava cortejar un possible mecenes, però en canvi s'havia de guanyar la vida escrivint per als editors, no per a l'aristocràcia, i per tant, en última instància, per al públic lector. Aquests, i els seus altres poemes no dramàtics, són ocasionals, és a dir, celebren esdeveniments públics. Així, s'escriuen per a la nació més que per al jo, i el poeta laureat (com esdevindria més tard) està obligat a escriure'n un cert nombre per any. El novembre de 1662, Dryden va ser proposat per ser membre de la Royal Society, i en va ser elegit. No obstant això, Dryden estava inactiu en els assumptes de la Societat i el 1666 va ser expulsat per falta de pagament de les seves quotes.

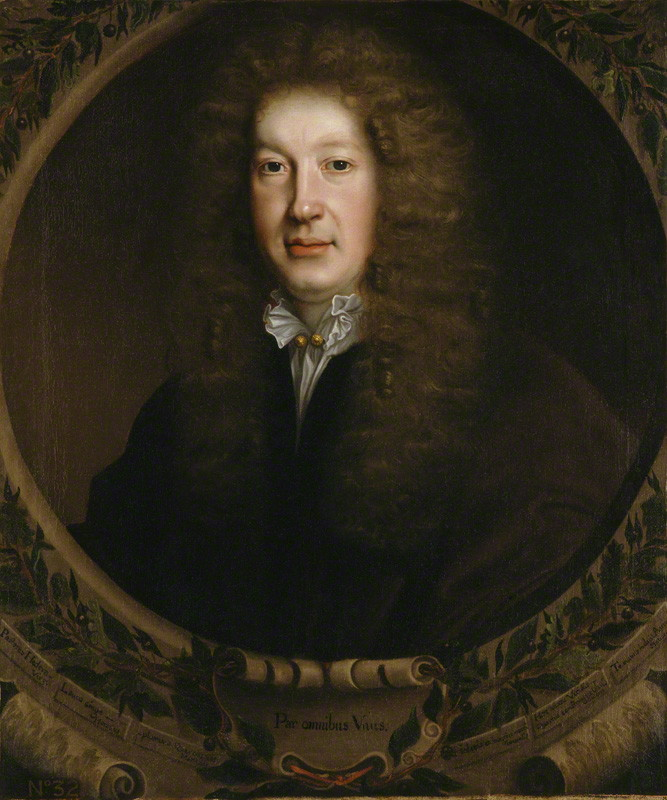
Dryden, de John Michael Wright, 1668

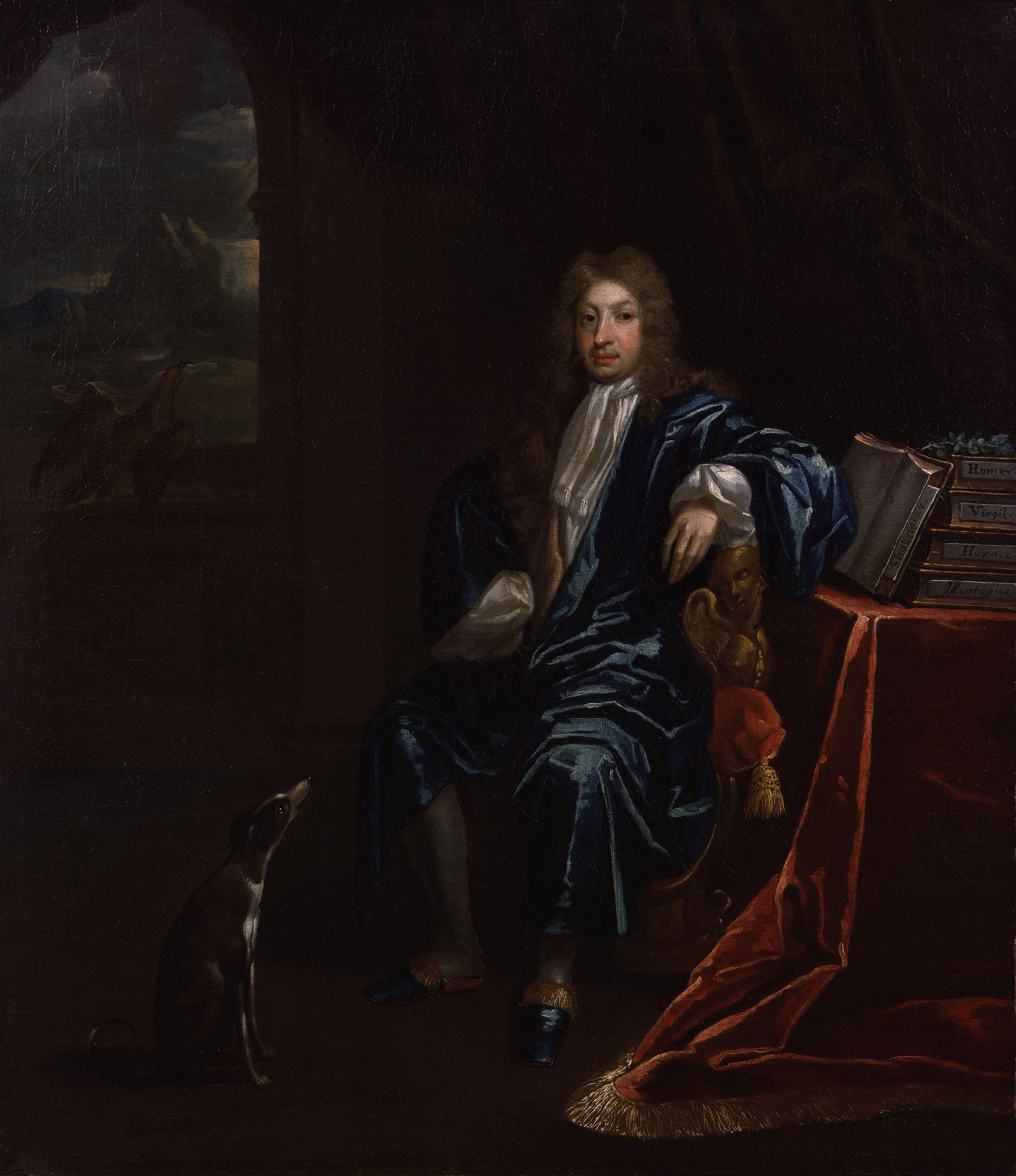
Dryden, de James Maubert, c. 1695

L'1 de desembre de 1663, Dryden es va casar amb la germana reialista de Sir Robert Howard, Lady Elizabeth. Les obres de Dryden contenen ocasionalment esclats contra l'estat matrimonial però també celebracions del mateix. Així, poc se sap del costat íntim del seu matrimoni. Lady Elizabeth va tenir tres fills, un dels quals (Erasmus Henry) va ser un sacerdot catòlic romà.
Amb la reobertura dels teatres el 1660 després de la prohibició puritana, Dryden va començar a escriure obres de teatre. La seva primera obra The Wild Gallant va aparèixer l'any 1663, i no va tenir èxit, però encara era prometedora, i a partir de 1668 va ser contractat per produir tres obres a l'any per a la King's Company de les quals va passar a ser accionista. Durant les dècades de 1660 i 1670, l'escriptura teatral va ser la seva principal font d'ingressos. Va liderar la comèdia de la Restauració, la seva obra més coneguda va ser Marriage à la Mode (1673), així com la tragèdia heroica i la tragèdia habitual, en què el seu major èxit va ser All for Love (1678).
Dryden mai va estar satisfet amb els seus escrits teatrals i sovint va suggerir que els seus talents es van malgastar amb un públic indigne. Així, feia una aposta per la fama poètica fora de l'escenari. El 1667, al mateix temps que va començar la seva carrera dramàtica, va publicar Annus Mirabilis, un llarg poema històric que descrivia la derrota anglesa de la flota naval holandesa i el Gran incendi de Londres el 1666. Va ser una epopeia moderna en quartets pentàmetres que el va establir com el poeta preeminent de la seva generació, i va ser crucial per assolir els càrrecs de poeta laureat (1668) i historiògraf reial (1670).
Quan la Gran plaga de Londres va fer tancar els teatres el 1665, Dryden es va retirar a Wiltshire on va escriure Of Dramatick Poesie (1668), probablement el millor dels seus prefacis i assaigs poc sistemàtics. Dryden va defensar constantment la seva pròpia pràctica literària, i Of Dramatick Poesie, la més llarga de les seves obres crítiques, pren la forma d'un diàleg en què quatre personatges, cadascun basat en un contemporani destacat, amb el mateix Dryden com a 'Neander', debaten sobre els mèrits de drama clàssic, francès i anglès. La major part de les seves obres crítiques introdueixen problemes que té ganes de discutir, i mostren l'obra d'un escriptor de ment independent que té una gran sensibilitat per les seves pròpies idees, idees que demostren l'amplitud de la seva lectura. Sentia molt la relació del poeta amb la tradició i el procés creatiu, i la seva millor obra heroica Aureng-zebe (1675) té un pròleg que denuncia l'ús de la rima en el drama seriós. La seva obra All for Love (1678) va ser escrita en vers en blanc, i havia de seguir immediatament a Aureng-Zebe.
El poema de Dryden, Un assaig sobre la sàtira, contenia una sèrie d'atacs contra el rei Carles II, les seves amants i cortesans, però sobretot contra el comte de Rochester. Rochester va respondre contractant matons que van atacar Dryden mentre tornaven de Will's Coffee House (una popular cafeteria de Londres on els Wits es reunien per xafardejar, beure i fer els seus negocis) a la seva casa al carrer Gerrard. Cap a les 8 de la tarda del 18 de desembre de 1679, Dryden va ser atacat a Rose Alley, darrere del pub Lamb&Flag, prop de la seva casa a Covent Garden. Dryden va sobreviure a l'atac, oferint 50 lliures per la identitat dels matons publicats a la London Gazette, i un perdó reial si algun d'ells confessés. Ningú va reclamar la recompensa.
Els grans assoliments de Dryden van ser en versos satírics: el simulacre heroic Mac Flecknoe, un producte més personal dels seus anys de premi, va ser una lampada distribuïda en manuscrit i un atac al dramaturg Thomas Shadwell. L'objectiu principal de Dryden a l'obra és «satiritzar Shadwell, ostensiblement pels seus delictes contra la literatura, però més immediatament podem suposar per la seva habitual insinuació d'ell a l'escenari i a la impremta». No és una forma de sàtira menyspreant, sinó que fa gran el seu objecte d'una manera inesperada, transferint el ridícul a la poesia. Aquesta línia de sàtira va continuar amb Absalom i Aquitophel (1681) i La medalla (1682). Les seves altres obres importants d'aquest període són els poemes religiosos Religio Laici (1682), escrits des de la posició de membre de l'Església d'Anglaterra; la seva edició de 1683 de Plutarc's Lives Translated From the Greek by Several Hands en la qual va introduir la paraula "biografia" als lectors anglesos; i The Hind and the Panther, (1687) que celebra la seva conversió al catolicisme romà.

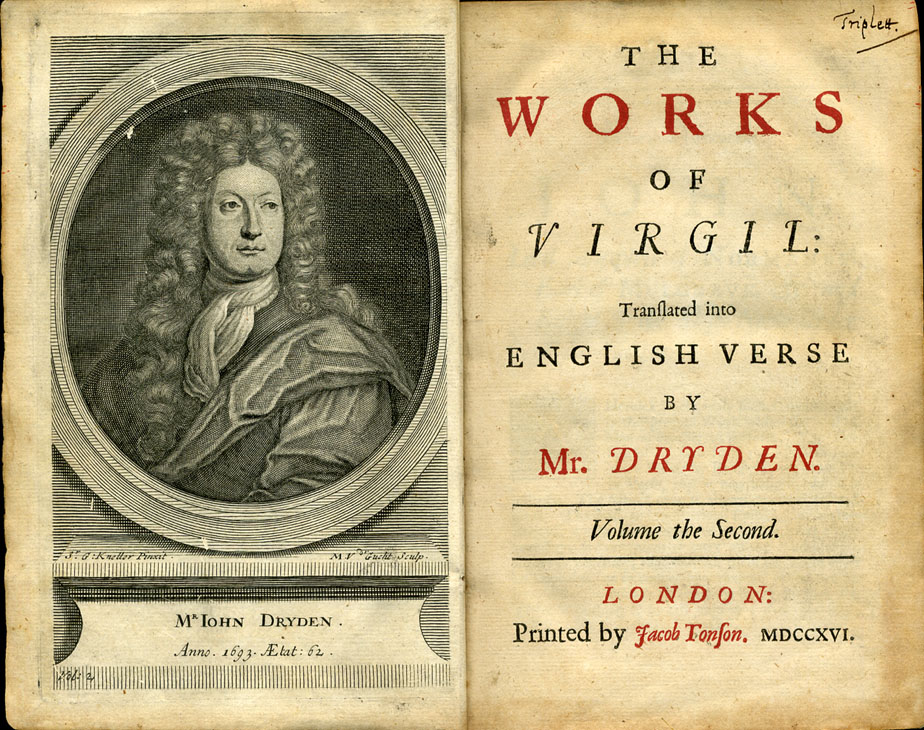
Frontispici i portada, vol. II, edició de 1716, Obres de Virgili traduïdes per Dryden

Va escriure Britannia Rediviva celebrant el naixement d'un fill i hereu del rei i la reina catòlics el 10 de juny de 1688.
Quan, més tard el mateix any, Jaume II va ser deposat a la Revolució Gloriosa, la negativa de Dryden a prestar els juraments de fidelitat als nous monarques, Guillem i Maria, el va deixar fora de favor a la cort. Thomas Shadwell el va succeir com a poeta laureat, i es va veure obligat a renunciar als seus càrrecs públics i viure dels ingressos de la seva ploma. Dryden va traduir obres d’Horaci, Juvenal, Ovidi, Lucreci i Teòcrit, una tasca que va trobar molt més satisfactòria que escriure per a l'escenari. El 1694 va començar a treballar en la que seria la seva obra més ambiciosa i definitòria com a traductor, Les obres de Virgili (1697), que va ser publicada per subscripció. La publicació de la traducció de Virgili va ser un esdeveniment nacional i va portar a Dryden la suma de 1.400 lliures. Dryden va traduir l’Eneida en cobles, convertint les gairebé 10.000 línies de Virgili en 13.700 línies; Joseph Addison va escriure els prefacis (en prosa) de cada llibre, i William Congreve va contrastar la traducció amb l'original llatí. Les seves traduccions finals van aparèixer al volum Fables Ancient and Modern (1700), una sèrie d'episodis d’Homer, Ovidi i Boccaccio, així com adaptacions modernitzades de Geoffrey Chaucer intercalades amb poemes del propi Dryden. Com a traductor, va posar a disposició dels lectors d'anglès grans obres literàries en les llengües més antigues.
La influència de Dryden va ser enorme en el segle xviii i autors com Alexander Pope o Samuel Johnson el citen com a model. Aquest darrer el va definir així: «Dryden va refinar la llengua, va millorar els sentiments i va fer brillar la poesia anglesa». El seu èxit va decaure durant el segle xix.
A part de les seves obres poètiques i dramàtiques, John Dryden va ser autor d'un assaig dialogat sobre poesia.

## Mort
Dryden va morir el 12 de maig de 1700, i va ser enterrat inicialment al cementiri de Santa Anna al Soho, abans de ser exhumat i enterrat de nou a l'abadia de Westminster deu dies després. Va ser objecte d'elogis poètics, com ara Luctus Brittannici: o les llàgrimes de les muses britàniques; per la mort de John Dryden, Esq. (Londres, 1700), i The Nine Muses. Una placa blava de la Royal Society of Arts commemora Dryden al número 43 de Gerrard Street al barri xinès de Londres. Va viure al 137 Long Acre del 1682 al 1686 i al 43 Gerrard Street des del 1686 fins a la seva mort.
En el seu testament, va deixar The George Inn a Northampton als administradors, per formar una escola per als nens dels pobres de la ciutat. Això es va convertir en John Dryden's School, més tard The Orange School.

## Reputació i influència

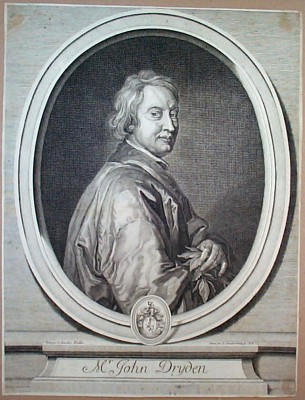
Dryden gairebé al final de la seva vida

Dryden va ser la figura literària dominant i la influència de la seva època. Va establir la cobla heroica com una forma estàndard de la poesia anglesa escrivint sàtires d'èxit, peces religioses, faules, epigrames, compliments, pròlegs i obres de teatre amb ella; també va introduir l'alexandrí i el triplet a la forma. En els seus poemes, traduccions i crítiques, va establir una dicció poètica adequada a la cobla heroica —Auden es referia a ell com «el mestre de l’estil mitjà » —que va ser un model per als seus contemporanis i durant bona part del segle xviii. La pèrdua considerable que va sentir la comunitat literària anglesa a la seva mort va quedar evident en les elegies escrites sobre ell. La cobla heroica de Dryden es va convertir en la forma poètica dominant del segle xviii. Alexander Pope va estar molt influenciat per Dryden i sovint va agafar prestat d'ell; altres escriptors van ser igualment influenciats per Dryden i Pope. Pope va elogiar la versificació de Dryden en la seva imitació de l'Epístola II i d’Horaci: «Dryden va ensenyar a unir-se / La pausa variable, la línia rotunda completa, / La llarga marxa majestuosa i l'energia divina». Samuel Johnson va resumir l'actitud general amb la seva observació que «la veneració amb què el seu nom és pronunciat per tots els cultivadors de la literatura anglesa, se li paga a mesura que perfeccionava la llengua, millorava els sentiments i ajustava la poesia anglesa». Els seus poemes van ser molt llegits i sovint se'ls citen, per exemple, als assajos de Tom Jones i Johnson de Henry Fielding.
Johnson també va assenyalar, però, que «és, per tant, amb tota la seva varietat d'excel·lència, no sovint patètic; i tenia tan poca sensibilitat pel poder de les efusions purament naturals, que no les estimava en els altres. La senzillesa no li donava cap plaer». Als lectors de la primera meitat del segle xviii això no els importava massa, però les generacions posteriors van considerar que l'absència de sensibilitat de Dryden era un error.
Un dels primers atacs a la reputació de Dryden va ser per William Wordsworth, que es va queixar que les descripcions de Dryden dels objectes naturals en les seves traduccions de Virgili eren molt inferiors a les originals. No obstant això, uns quants dels contemporanis de Wordsworth, com George Crabbe, Lord Byron i Walter Scott (que va editar les obres de Dryden), encara eren gran admiradors de Dryden. A més, Wordsworth sí que admirava molts dels poemes de Dryden, i la seva famosa oda Intimations of Immortality deu alguna cosa estilísticament a la Festa d'Alexander de Dryden. John Keats admirava les Faules i les imitava en el seu poema Lamia. Els escriptors posteriors del segle XIX tenien poc ús per a la sàtira en vers, Pope o Dryden; Matthew Arnold els va descartar com a clàssics de la nostra prosa. Va tenir un admirador compromès a George Saintsbury i va ser una figura destacada en llibres de cites com el de Bartlett, però el següent gran poeta que es va interessar per Dryden va ser TS Eliot, que va escriure que era «l'avantpassat de gairebé tot el que és millor en la poesia del segle XVIII», i que «no podem gaudir plenament ni estimar correctament cent anys de poesia anglesa tret que gaudim plenament de Dryden». Tanmateix, en el mateix assaig, Eliot va acusar Dryden de tenir una ment comuna. L'interès de la crítica per Dryden ha augmentat recentment, però, com a escriptor relativament senzill (William Empson, un altre admirador modern de Dryden, va comparar el seu ús pla del llenguatge amb l'interès de Donne pels ecos i retrassos de les paraules), la seva obra no ha despertat tant interès com la d’Andrew Marvell, John Donne o Pope.

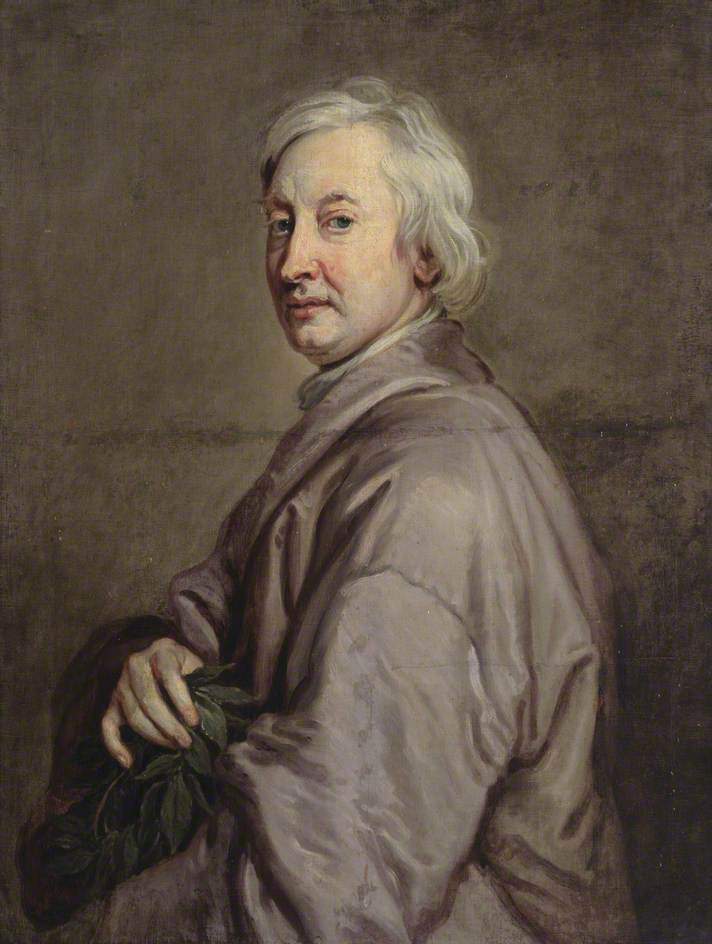
Dryden

Es creu que Dryden va ser la primera persona a plantejar que les frases en anglès no haurien d'acabar en preposicions perquè les oracions llatines no poden acabar en preposicions. Dryden va crear la proscripció contra l'encallament de la preposició el 1672 quan es va oposar a la frase de 1611 de Ben Jonson, «els cossos dels quals s'espantaven aquelles ànimes», tot i que no va proporcionar la justificació de la seva preferència. Dryden sovint traduïa la seva escriptura al llatí, per comprovar si la seva escriptura era concisa i elegant, el llatí es considerava una llengua elegant i longeva amb la qual comparar; llavors Dryden va traduir el seu escrit de nou a l'anglès segons l'ús de la gramàtica llatina. Com que el llatí no té frases acabades en preposicions, Dryden pot haver aplicat la gramàtica llatina a l'anglès, formant així la regla de les preposicions sense final de frase, adoptada posteriorment per altres escriptors.
Es creu que la frase foc de glòria es va originar en el poema de Dryden de 1686 The Hind and the Panther, referint-se al tron de Déu com a «foc de glòria que prohibeix la vista».

## Estil poètic
El que Dryden va aconseguir en la seva poesia no va ser ni l'emoció emocional dels romàntics de principis del segle XIX ni les complexitats intel·lectuals dels metafísics. La seva temàtica sovint era real, i tenia com a objectiu expressar els seus pensaments de la manera més precisa i concentrada. Tot i que fa servir estructures formals com les cobles heroiques, va intentar recrear el ritme natural de la parla, i sabia que els diferents temes necessiten diferents tipus de vers. En el seu prefaci a Religio Laici diu que «les expressions d'un poema dissenyat exclusivament per a la instrucció han de ser senzilles i naturals, però majestuoses... El camí florit, elevat i figurat és per les passions; perquè (aquests) són engendrats en l'ànima mostrant els objectes fora de la seva veritable proporció.... Un home ha de ser enganyat per convertir-lo en passió, però ha de ser raonat per a la veritat».

### Estil de traducció
Tot i que Dryden tenia molts admiradors, també tenia la seva part de crítics, entre ells Mark Van Doren. Van Doren es va queixar que en traduir l'Eneida de Virgili, Dryden havia afegit «un fons de frases amb les quals podia ampliar qualsevol passatge que li semblés curt». Dryden no va considerar que aquesta expansió fos una falla, argumentant que, com que el llatí és una llengua naturalment concisa, no es pot representar degudament amb un nombre comparable de paraules en anglès. Va reconèixer que Virgili «tenia l'avantatge d'un llenguatge en què es pot comprendre molt en poc espai (5:329–30). La manera de complaure als millors jutges... no és traduir un poeta literalment; i Virgili menys que cap altre» (5:329).»

Per exemple, preneu les línies 789–795 del llibre 2 quan Enees veu i rep un missatge del fantasma de la seva dona, Creusa.
| « | iamque vale et nati serva communis amorem.' haec ubi dicta dedit, lacrimantem et multa volentem dicere deseruit, tenuisque recessit in auras. ter conatus ibi collo dare bracchia circum; ter frustra comprensa manus effugit imago, par levibus ventis volucrique simillima somno. sic demum socios consumpta nocte reviso | » |

Dryden ho tradueix així:
| « | I trust our common issue to your care.' She said, and gliding pass'd unseen in air. I strove to speak: but horror tied my tongue; And thrice about her neck my arms I flung, And, thrice deceiv'd, on vain embraces hung. Light as an empty dream at break of day, Or as a blast of wind, she rush'd away. Thus having pass'd the night in fruitless pain, I to my longing friends return again | » |

La traducció de Dryden es basa en una presumpta intenció de l'autor i un anglès fluid. A la línia 790 la traducció literal de haec ubi dicta dedit és "quan va donar aquestes paraules". Però "ella va dir" entén el punt, utilitza la meitat de les paraules i fa que l'anglès sigui millor. </link>  Unes línies més tard, amb ter conatus ibi collo dare bracchia circum; ter frustra comprensa manus effugit imago, altera la traducció literal 'Tres vegades intentant donar braços al coll; tres vegades la imatge agafada en va fuig de les mans', per tal d'encaixar-la en el metre i l'emoció de l'escena.

En les seves pròpies paraules,
| « | El camí que he pres no és tan recte com la metàfrasi, ni tan fluixa com la paràfrasi: també he omès algunes coses i, de vegades, he afegit les meves. No obstant això, espero que les omissions no siguin més que de circumstàncies, i les que no tindrien gràcia en anglès; i l'addició, també espero, es dedueix fàcilment del sentit de Virgili. Semblaran (almenys jo tinc la vanitat de pensar-ho) que no li han afectat. (5:529) | » |

En una línia similar, Dryden escriu al seu prefaci a l'antologia de traducció Sylvae:
| « | Allà on he tret algunes de les expressions [dels autors originals] i les he retallat més curtes, és possible que sigui per aquesta consideració, que allò que era bonic en grec o llatí, no semblaria tan brillant a l'anglès; i allà on els he ampliat, desitjo que els falsos crítics no sempre pensessin que aquells pensaments són totalment meus, sinó que o estan secretament en el Poeta, o poden ser deduïts d'ell; o almenys, si ambdues consideracions fallessin, que la meva és una peça amb la seva, i que si ell visqués, i un anglès, són com ell probablement hauria escrit. | » |

## Vida personal
L'1 de desembre de 1663, Dryden es va casar amb Lady Elizabeth Howard (morta el 1714) a St Swithin's, Londres, i el consentiment dels pares consta a la llicència, encara que Lady Elizabeth tenia llavors uns vint-i-cinc anys.
La parella es va conèixer després de 1660, quan Dryden va començar a allotjar-se a Londres amb el seu germà, Sir Robert Howard, fill del comte de Berkshire. El matrimoni va durar fins a la seva mort, però hi ha poques evidències sobre com vivien com a parella. El seu pare els va establir una petita finca a Wiltshire. Aparentment, l'intel·lecte i el temperament de la dama no eren bons; el seu marit va ser tractat com a inferior pels de la seva condició social.
Tant Dryden com la seva dona estaven molt lligats als seus fills. Van tenir tres fills: Charles (1666–1704), John (1668–1701) i Erasmus Henry (1669–1710). Lady Elizabeth Dryden va sobreviure al seu marit, però, segons es diu, va perdre el cap després de quedar-se vídua. Encara que alguns han afirmat històricament ser del llinatge de John Dryden, els seus tres fills, un dels quals es va convertir en un sacerdot catòlic romà, no van tenir fills.

## Obres principals
- Astraea Redux, 1660
- The Indian Emperor 1665
- Annus Mirabilis (poema), 1667
- The Tempest 1667
- Essay of Dramatick Poesie, 1668
- An Evening's Love, 1669
- Tyrannick Love 1669
- The Conquest of Granada, 1670. En el segle xvii John Banister li posà música
- Marriage A-la-Mode, 1672
- Aureng-zebe, 1675
- All for Love, 1678
- Absalom and Achitophel, 1681
- MacFlecknoe, 1682
- The Medal, 1682
- Religio Laici, 1682
- The Hind and the Panther, 1687
- Amphitryon, 1690
- Don Sebastian, 1690
- King Arthus (semiòpera), 1691
- Amboyna, or the Cruelties of the Dutch to the English Merchants, 1673
- The Works of Virgil, 1697
- Fables, Ancient and Modern, 1700